# レオン・ブラボーズ
レオン・ブラボーズ (英語: León Braves、ブラボス・デ・レオン (スペイン語: Bravos de León) は、メキシコ合衆国グアナフアト州レオンに本拠地を置くリーガ・メヒカーナ・デ・ベイスボルのプロ野球チームである。